# Dagmar Scherf
Dagmar Scherf (* 21. Juni 1942 in Danzig) ist eine deutsche Schriftstellerin und Journalistin.

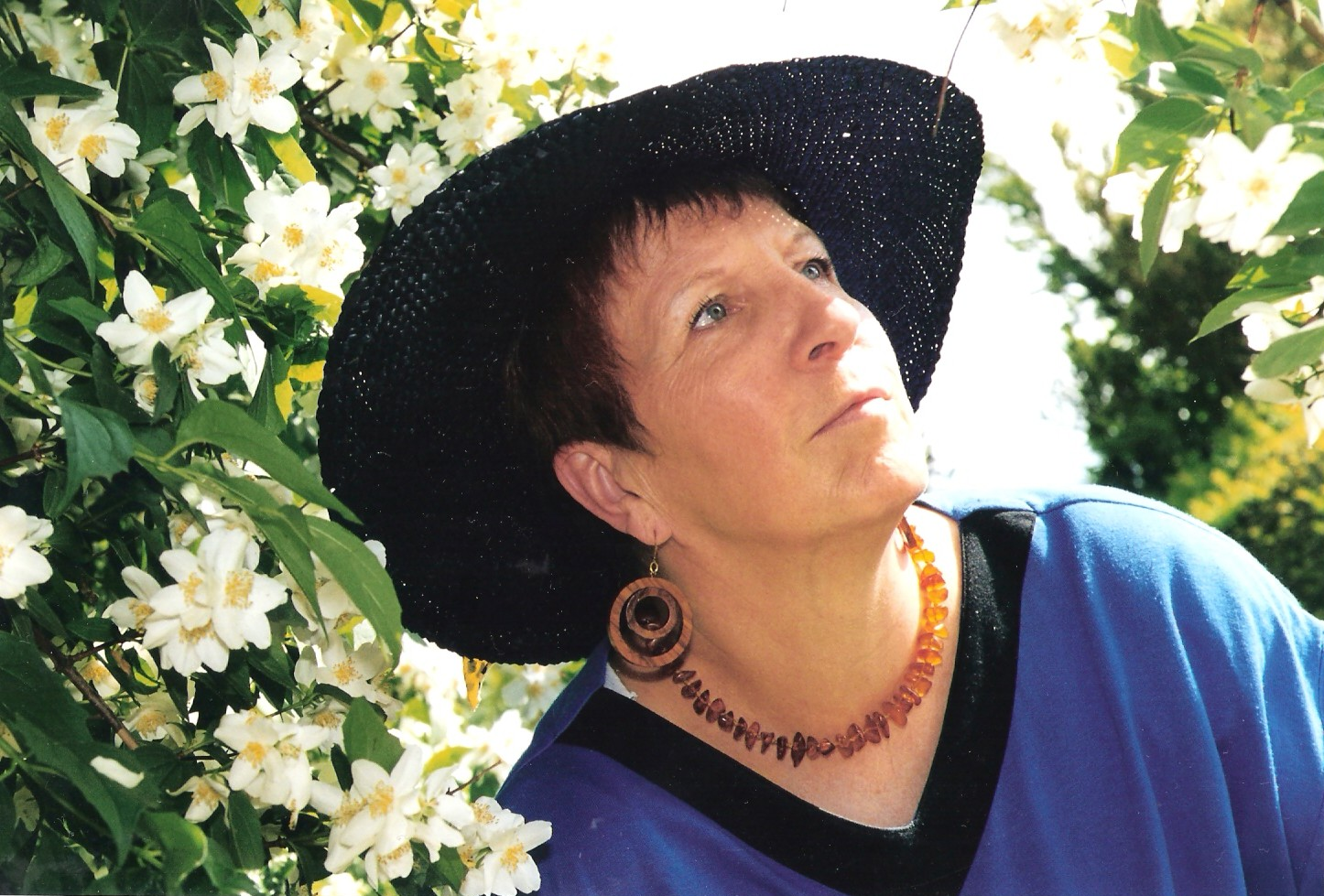
Dagmar Scherf (2007)

## Leben
Dagmar Scherf verbrachte ihre ersten drei Lebensjahre in Danzig. Nach der Flucht der Familie 1945 wuchs sie im mittelfränkischen Altmühltal auf. Sie absolvierte ein Studium an der damals noch eigenständigen, seit 1972 aber in die Ludwig-Maximilians-Universität integrierten Pädagogischen Hochschule München und promovierte an der Johannes Gutenberg-Universität Mainz zum Dr. phil. Ein Jahr lang lehrte sie danach an der Universität Bristol, weitere acht Jahre war sie als Verlagslektorin in Frankfurt am Main tätig. Seit 1977 wohnt sie mit ihrem Mann, dem Journalisten Günther Scherf, im Friedrichsdorfer Ortsteil Seulberg und arbeitet seit 1981 als freiberufliche Schriftstellerin und Journalistin. Sie ist Mitglied im Verband deutscher Schriftsteller (bei der Gewerkschaft ver.di), dessen hessische Vorsitzende sie von 1982 bis 1984 war.

## Literarische Themenschwerpunkte

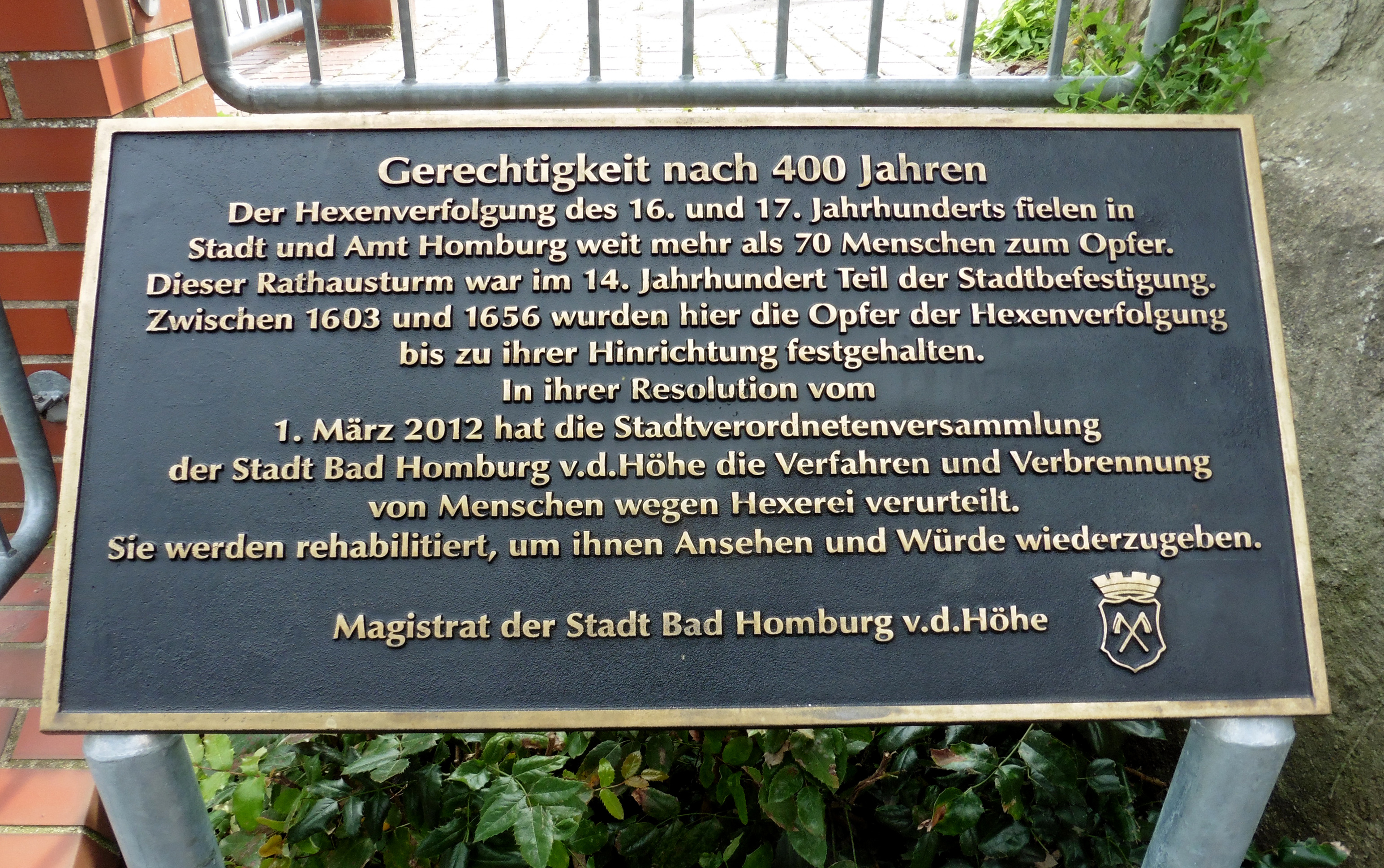
Gedenktafel zur Hexenverfolgung

Dagmar Scherf veröffentlichte Bücher (Lyrik- und Erzählbände, Romane, Kinder- und Sachbücher) und eine Reihe von Hörspielen und Theaterstücken. Sie vertiefte sich insbesondere in die Einzelschicksale und Hintergründe der Hexenverfolgung im Amt Homburg, zu dem damals auch Seulberg und Köppern gehörten. Zwischen 1603 und 1656 wurden im Amt Homburg 62 Frauen und 14 Männer hingerichtet, die meisten zwischen 1652 und 1654. Dagmar Scherfs Anliegen ist es, mit literarischen Mitteln über die soziologisch-psychologischen Hintergründe aufzuklären.
Durch ihre Initiative sprach 2012 die Stadt Bad Homburg v. d. H. eine Rehabilitation der Opfer der örtlichen Hexenprozesse aus. Im Juli 2017 wurde schließlich eine Gedenktafel mit dem Titel „Gerechtigkeit nach 400 Jahren“ neben dem alten Rathausturm angebracht.
In den letzten Jahren hat sich die Autorin auf das Verfassen zahlreicher Libretti für Musicals (unter anderem auch für Kinder) konzentriert und arbeitet dabei eng mit Musikern (zum Beispiel Jochen Schimmelschmidt und Bertram Schattel) zusammen. Am 1. November 2013 wurde in der Englischen Kirche Bad Homburg das Requiem für eine Hexe uraufgeführt (Text: Dagmar Scherf, Musik: Laurie Reviol).

## Veröffentlichungen (Auswahl)
- Dissertation: Dagmar Deskau: Dunkelheit und Engagement. Zur Gestaltung des Geschichtsbezugs in der Lyrik Johannes Bobrowskis, Mainz 1973. - Überarbeitung erschienen im Klett Verlag, Stuttgart 1975.
- Der Ritt auf dem Zaun. Hexentexte. Edition Gisela Meussling, Bonn 1985, ISBN 3-922129-12-9
- Hexenherz und Hängebauch. Erzählungen. Köln 1988, jetzt Edition Gisela Meussling, Bonn, ISBN 3-88142-436-9
- Homburger Hexenjagd oder Wann ist morgen? VAS Verlag, Frankfurt/Main 2000, ISBN 3-88864-301-5
- Der Teufel und das Weib. Aspekte einer Kulturgeschichte des Bösen. VAS Verlag, Frankfurt/Main 2002, ISBN 3-88864-338-4
- Die Regenfahrkarte. Gedichte. Edition Octopus, Münster 2003, ISBN 3-937312-30-7
- Ach, dein Lachen, Lorelei! Untergründige Erzählungen. Edition Octopus, Münster 2006, ISBN 978-3-86582-268-0
- Veilchenbluten. Was der Krieg mit mir machte und ich aus ihm. Eine literarische Autobiografie. VAS Verlag, Bad Homburg 2013. ISBN 978-3-88864-512-9